# 伯德特 (堪薩斯州)
伯德特（Burdett）為美國堪薩斯州波尼縣的一座城市。根據2010年美國人口普查，此城市人口有247人。

## 歷史
伯德特於艾奇遜，托皮卡和聖塔菲鐵路一條從拉尼德至傑特莫爾的支線上設有車站以及裝運點。城市名以美國喜劇作家羅伯特·瓊斯·伯德特來命名。
1877年，郵政局先於布朗斯格羅夫（Brown's Grove，現已不存在）境內開設，但於1887年即搬遷至伯德特。

## 地理
伯德特坐落在北緯38度11分36秒、西經99度31分35秒（亦可表示成38.193410, -99.526456）。根據美国人口调查局的資料，此城市總面積為0.27平方英里（0.70平方），全境皆為陸地。

### 氣候
夏季溼熱、冬季不甚乾冷為此地區的氣候特徵。根據柯本气候分类法，拉尼德的氣候屬於副热带湿润气候，氣候圖中簡寫「Cfa」。

## 人口統計
| 调查年                | 人口 | 备注  | %±    |
| --------------------- | ---- | ----- | ----- |
| 1970                  | 285  |       | —     |
| 1980                  | 275  |       | −3.5% |
| 1990                  | 248  |       | −9.8% |
| 2000                  | 256  |       | 3.2%  |
| 2010                  | 247  |       | −3.5% |
| 2015年估计            | 241  | [ 3 ] | −2.4% |
| U.S. Decennial Census |      |       |       |

### 2010年普查
據2010年人口普查，此城市人口有247人，戶數102戶，68個家庭。人口密度為353.2人/每平方公里（914.8人/每平方英里）。此城市有128棟住宅，平均每平方公里有183.1棟住宅。此城市居民之種族中，白人佔99.2%，非裔美國人佔0.4%，美洲原住民佔0.4%。而西班牙裔或拉丁裔美國人佔此城市人口的0.8%。
此城市之戶籍數計有102戶。其中擁有18歲以下孩童的住戶佔33.3%；已婚夫婦且同居的住戶佔56.9%，住戶為女性單親者佔6.9%；住戶為男性單親者佔2.9%；住戶並非一個家庭的佔33.3%。住戶為獨自一人居住的佔全戶之33.3%，其中有16.7%為65歲或以上之獨居老人。每戶住戶平均成員人數為2.42人，每個家庭平均成員人數則是3.06人。
此城市居民之年齡中位數為41.3歲。以年齡層分類，年齡未滿18歲者佔33.3%；年齡介在18歲至24歲之間者佔6.6%；年齡介在25歲至44歲之間者佔18.7%；年齡介在45歲至64歲之間者佔24.4%；年齡超過65歲者佔21.5%。男性佔全市人口之49.8%，女性則佔全市人口之50.2%。

### 2000年普查
據2000年人口普查，此城市人口有256人，戶數108戶，74個家庭。人口密度為395.4人/每平方公里（1,014.7人/每平方英里）。此城市有128棟住宅，平均每平方公里有197.7棟住宅。此城市居民之種族中，白人佔96.09%，美洲原住民佔3.12%，其他種族佔0.39%，混血種族則佔0.39%。而西班牙裔或拉丁裔美國人佔此城市人口的3.52%。
此城市之戶籍數計有108戶，其中擁有18歲以下孩童的住戶佔29.6%；已婚夫婦且同居的住戶佔60.2%，住戶為女性單親者佔5.6%；住戶並非一個家庭的佔30.6%。住戶為獨自一人居住的佔全戶之29.6%，其中有16.7%為65歲或以上之獨居老人。每戶住戶平均成員人數為2.37人，每個家庭平均成員人數則是2.95人。
以年齡層分類，年齡未滿18歲者佔29.6%；年齡介在18歲至24歲之間者佔6.3%；年齡介在25歲至44歲之間者佔21.1%；年齡介在45歲至64歲之間者佔22.7%；年齡超過65歲者佔21.1%。此城市居民之年齡中位數為40歲。性別比為每100名女性所對應的男性數為106.5名，如只計算18歲或以上的居民，則是每100名女性所對應的男性數為106.8名。
此城市每戶平均收入為37,000美元，每個家庭平均收入為49,375美元。男性平均收入27,917美元；女性平均收入21,563美元。此城市人均收入為19,490美元。此城市約有6.3%的家庭以及5.5%的居民低於貧窮門檻，其中18歲以下者占10.3%，無65歲以上者。

## 知名人物
- 克莱德·汤博，天文學家，1930年獨立發現矮行星冥王星，年少時曾住伯德特一段時間。

## 外部連結
伯德特市
- 伯德特—公職人員名錄

學校
- USD 496（页面存档备份，存于），所在學區

地圖
- 伯德特市地圖（页面存档备份，存于），堪薩斯州運輸部